# Mormonia coelebs
Mormonia coelebs là một loài bướm đêm trong họ Noctuidae.